# خارپشت بیابانی (پروتئین)
خارپشت بیابانی (انگلیسی: Desert hedgehog) یا به اختصار DHH یک ژن بر روی بازوی بلند کروموزوم ۱۲ است که با تولید پروتئینی به همین نام، در «مسیر پیام‌رسانی خارپشت» نقش دارد. این پروتئین نامش را از گونه‌ای مگس سرکه می‌گیرد که شفیرهٔ خپل و پُرزدارش شبیه به خارپشت بیابانی است.
ژن «DHH» نقش مهمی در تنظیم ریخت‌زایی دارد و پروتئینی را کُد می‌کند که خاصیت واکنش خودکاتالیزی دارد.

## اهمیت بالینی
نقص در این پروتئین سبب «تکامل ناقص غدد جنسی» به‌همراه پلی‌نورپاتی ریزالیافی می‌گردد. این پروتئین احتمالاً در تمایز و غدد جنسی جنس مذکر و تکوین غلاف حفاظت‌کنندهٔ دسته‌های عصبی نقش دارد.